# Tegenaria melbae
Tegenaria melbae là một loài nhện trong họ Agelenidae.
Loài này thuộc chi Tegenaria. Tegenaria melbae được Paolo Marcello Brignoli miêu tả năm 1972.